# Action Bronson
Airyn Arslani (Flushing, 2 december 1983), beter bekend als Action Bronson, is een Amerikaanse rapper. Naast zijn muziekcarrière is Action Bronson ook bekend als reality-ster en als presentator van het culinaire praatprogramma The Untitled Action Bronson Show.

## Biografie
Action Bronson bracht zijn debuutstudioalbum Dr. Lecter onafhankelijk uit op 15 maart 2011. Het album werd volledig geproduceerd door Tommy Mas, een producer afkomstig uit New York. Het album was enkel online verkrijgbaar. Hetzelfde jaar bracht hij ook zijn tweede album Well-Done uit. Dit was een samenwerking met de DJ Statik Selektah. In 2012 bracht hij een tweede mixtape Blue Chips.
Paul Rosenberg zag het talent van Action en tekende hem in augustus 2012 bij de platenfirma Goliath Artists (deze firma had op dat moment ook Eminem, Danny Brown, Blink-182 en anderen hun vleugels). Na deze deal had hij nog samenwerkingen met de Producer Domo Genesis waaruit het collaboratieve album “No Idols” ontstond (op dit album waren ook Earl sweatshirt, Vince Staples en SpaceGhostPurrp te horen). De samenwerking met Goliath Artists duurde niet lang: later dat jaar tekende hij een nieuw contract met Warner Bros Records. Onder dit label bracht hij kort na het tekenen nog een mixtape uit “Rare Chandeliers” dit keer met producer The Alchemist.
2013 was een belangrijk jaar voor de Amerikaanse rapper. Hij mocht optreden op een van de grootste festivals van Amerika: Coachella. Later dat jaar werd hij vermeld in het prestigieuze Hiphop magazine XXL Magazine. Bronson werd opgenomen in de lijst van Freshman class, een lijst voor up-and-coming rappers. Dat jaar maakt hij ook nog een EP genaamd Saaab Stories geproduceerd door Harry Freud. 2013 sloot hij af met een aankondiging van zijn eerste Major-label debuutalbum.
2014 startte met een tour door Australië, Zuid-Afrika en Nieuw-Zeeland - dit met de enkele hoofdpioniers van de hedendaagse rapscene: J. Cole, Kendrick Lamar en Eminem. 2014 was vooral het jaar van zijn album “Mr. Wonderful”. Het album werd geproduceerd door Part Supplies waar hij al eerder mee samenwerkte.   
De volgende jaren zal hij het wat rustiger aan doen wegens medische problemen. Hierdoor kwam hij ook niet naar Dour Festival in 2018.

## Televisie
Naast een relatief succesvolle muziekcarrière heeft Bronson ook een geslaagde tv-carrière. Voor hij zich volledig stortte op zijn muziekcarrière was hij een grillchef uit New York. Dit stopte toen hij zijn been had gebroken. Hij had tijd en is zich volledig gaan focussen op zijn rapcarrière. Maar de liefde voor eten is altijd wel gebleven. Zijn eerste programma was The Untitled Action Bronson show. Het is de eerste latenight-talkshow waar het centrale thema eten is.
Fuck Thats Delicious was zijn tweede show waar hij de wereld rondreisde om te proeven van de wereldkeuken. Hij proefde speciale gerechten en voegt er dan een komische noot aan. De beide programma’s worden uitgezonden op de zender Viceland.

## Discografie

### Studioalbums
- Dr. Lecter (2011)
- Well-Done (2011) (met Statik Selektah)
- Mr. Wonderful (2015)
- Blue Chips 7000 (2017)
- White Bronco (2018)[4]
- Only For Dolphins (2020)

### Ep's
- The Program (2011)
- Saaab Stories (2013)
- Lamb over Rice (2019)

### Mixtapes
- Bon Appetit.....Bitch (2011)
- Blue Chips (2012)
- Rare Chandeliers (2012) (met The Alchemist)
- Blue Chips 2 (2013)

- Gemeinsame Normdatei: 1029517290
- International Standard Name Identifier: 0000 0003 7240 1332
- MusicBrainz: 031bc934-28c9-491a-8648-c078450187dc
- Virtual International Authority File: 293132384
- WorldCat: E39PBJpdJq4GHVWPVRTGMBYHG3